# Polydora anoculata
Polydora anoculata är en ringmaskart som beskrevs av Moore 1907. Polydora anoculata ingår i släktet Polydora och familjen Spionidae. Inga underarter finns listade i Catalogue of Life.